# 鋸葉小壺蘚
鋸葉小壺蘚（学名：Tayloria serrata）为壺蘚科小壺蘚屬下的一个种。

## 扩展阅读
- 維基物種上的相關：鋸葉小壺蘚